# 亞許
納文·庫馬·高達（英語：Naveen Kumar Gowda，1986年1月8日—）或稱藝名亞許（英語：Yash），印度男演員，主要出演卡納達語電影，贏得的獎項涵蓋了南印度電影觀眾獎和南印度國際電影獎。
亞許於2000年代出演多部電視劇，展開演藝事業。2007年以《驕傲的女孩》首次亮相電影。2008年的愛情片《花蕾的心》對亞許而言是事業的突破，為此獲得了印度電影觀眾獎最佳男配角。他的首部主演電影《洛基》（2008年）受到影評人的負評，票房慘敗。亞許隨後憑藉《谷加利》（2013年）、《虎王》（2013年）、《大狮》（2014年）、《爱要有你才完美》（2014年）、《无畏优瓦》（2015年）和《桑圖勇往直前》（2016年）確立了自己作為卡納達電影領軍演員的地位。亞許主演的普拉尚斯·尼爾電影《科拉爾金礦》（2018年）及《科拉爾金礦2》（2022年）在印度取得了成功，令自己的名氣遍及全國，《科拉爾金礦2》更成為卡納達電影票房之最。
亞許透過亞修·瑪加基金會（Yasho Marga Foundation）促進各種社會和慈善事業。他的妻子是演員拉迪卡·潘迪特。

## 早年
亞許1986年1月8日生於卡纳塔克邦哈桑县的布瓦納哈利（Boovanahalli）村莊。他擁有兩個名字：納文（Naveen），以及母親的家族起名的亞許萬斯（Yashwanth）。他們相信亞許的出生時間從占星學上來看需要以字母ಯ（ya）開頭的名字，因而選了亞許萬斯一名。依據印度教給孩子一位神的綽號傳統，亞許被描述為（「飲毒之神」，指濕婆）。亞許在進入演藝圈之前，被業內其他人建議採用藝名。他為了以卡納塔克邦演員獨特的名字脫穎而出，而將「亞許萬斯」縮寫成「亞許」（Yash）。
亞許之父阿倫·庫馬·高達（Arun Kumar Gowda）曾是卡納塔克邦公路運輸公司和班加羅爾大都會運輸公司的司機。母親普什帕（Pushpa）則是家庭主婦。他有一個嫁給電腦工程師的妹妹南迪尼（Nandini）。亞許從小就立志成為演員，並積極參與邁索爾學校的戲劇及舞蹈比賽。他年少時，家裡還經營雜貨店，自己常去幫忙。亞許想在完成十年級後退學並從事全職演藝事業，但在父母的要求下不得不完成高中學業。他整個學年都在馬哈哈那教育協會（Mahajana Education Society）學習。父母最初不贊成兒子的演藝抱負，父親希望他成為政府官員。2003年，父母態度軟化，允許亞許在16歲時搬到班加羅爾，擔任一部電影的助理導演，但表示如果半途而廢，那就不准再有妄想。那部電影僅拍攝兩天就被取消，但亞許留在了班加羅爾。他表示，當時身上僅存300盧比（相當於2023年的1100盧比或13美元）。他加入了由戲劇家B·V·卡蘭斯組成的貝納卡（Benaka）劇團，擔任後台工作人員，每天的薪水為50盧比（60美分）。
他最終成為替補演員，2004年在一部戲劇中飾演主角大力罗摩。亞許在劇院工作期間，也從班加羅爾的KLE學院取得文學學士學位。同年，他以電視劇《北乘》（Uttarayana）首次亮相電視。2005年在電視劇《南達·格庫拉》（Nanda Gokula）中獲得一個角色，與拉迪卡·潘迪特同台演出。他隨後出現在其他幾部電視連續劇中，例如T·N·塞塔拉姆的《彩虹》（Male Billu）與《關於愛的缺失》（Preeti Illada Mele）。亞許獲得穩定的收入後，父母搬到了班加羅爾與自己同住。在此期間，他獲得了七部電影的出演機會，但堅持索取每部電影的劇本地要求而被視為「新人的傲慢」，導致經常被拒絕。

## 私生活
亞許2007年在電視劇《南達·格庫拉》片場認識了演員拉迪卡·潘迪特。他們在電影中合作後成為了親密的朋友，最終開始交往，但兩人的關係多年來持續保密。在《爱要有你才完美》（2014年，他們合作的第三部電影）之後，媒體對兩人關係的猜測逐漸強烈。2016年8月12日，亞許及潘迪特在果阿與親密的親朋好友參加了一場私人活動。2016年12月9日，他們在班加羅爾舉行婚禮，來自卡納塔克邦的名人及政界人士出席了活動。夫妻倆組織了兩場單獨的婚宴：一場是為了親朋好友，另一場是在班加羅爾宮為粉絲所舉辦。夫妻倆育有兩個孩子。

## 作品列表

### 電影
| 年份 | 片名               | 角色                             | 附註                                                          | 來源         |
| ---- | ------------------ | -------------------------------- | ------------------------------------------------------------- | ------------ |
| 2007 | 《驕傲的女孩》     | 拉克什米坎特（Lakshmikanth）                 |                                                               | [ 13 ]       |
| 2008 | 《花蕾的心》       | 拉胡爾（Rahul）                       |                                                               | [ 23 ]       |
| 2008 | 《洛基》           | 洛基（Rocky）                         |                                                               | [ 7 ] [ 24 ] |
| 2009 | 《盜賊聖人》       | 索姆（Somu）                         |                                                               | [ 25 ]       |
| 2009 | 《戈庫爾》         | N·拉賈（N. Raja）                       |                                                               | [ 26 ]       |
| 2010 | 《黑暗面》         | 伊姆蘭（Imran）                       | 客串                                                          | [ 27 ]       |
| 2010 | 《第一原則》       | 卡提克（Karthik）                       |                                                               | [ 28 ]       |
| 2011 | 《拉賈德哈尼》     | 拉賈（Raja）                         |                                                               | [ 29 ]       |
| 2011 | 《雙村買家》       | 南迪沙（Nandisha）                       |                                                               | [ 30 ]       |
| 2012 | 《路奇》           | 維克拉姆·「維基」·庫馬／路奇（Vikram "Vicky" Kumar / Lucky） |                                                               | [ 31 ]       |
| 2012 | 《賈努》           | 悉達多（Siddharth）                       |                                                               | [ 32 ]       |
| 2012 | 《戲劇》           | T·K·文卡特沙（T. K. Venkatesha）                 |                                                               | [ 33 ]       |
| 2013 | 《月亮》           | 舞者                             | 雙語電影；特別演出歌曲：〈重點在圖斯〉（Tasse Otthu）和〈拉賈·拉詹〉（Raaja Raajan） | [ 34 ]       |
| 2013 | 《谷加利》         | 薩拉特（Sharath）                       |                                                               | [ 35 ]       |
| 2013 | 《虎王》           | 拉賈·胡里（Raja Huli）                    |                                                               | [ 36 ]       |
| 2014 | 《大狮》           | 克里希納（Krishna）／巴霍巴利（Bahubali）       |                                                               | [ 37 ]       |
| 2014 | 《爱要有你才完美》 | 拉馬查里（Ramachari）                     | 兼歌曲〈兄弟〉（Annthamma）的代唱歌手                                  | [ 39 ]       |
| 2015 | 《无畏优瓦》       | 尤瓦（Yuva）                         | 兼歌曲〈對我兄弟的愛〉（Annange Love）的代唱歌手                          | [ 41 ]       |
| 2016 | 《桑圖勇往直前》   | 桑圖（Santhu）                         |                                                               | [ 42 ]       |
| 2018 | 《科拉爾金礦》     | 「洛基」拉賈·克里希納帕·拜亞（） |                                                               | [ 43 ]       |
| 2022 | 《科拉爾金礦2》    | 「洛基」拉賈·克里希納帕·拜亞（） |                                                               | [ 44 ]       |
| 2026 | 《毒王：成人童話》 | 待公布                           | 雙語電影；兼編劇和監製                                        | [ 45 ]       |

### 電視
| 年份 | 節目名               | 角色       | 附註     | 來源   |
| ---- | -------------------- | ---------- | -------- | ------ |
| 2004 | 《北乘》（Uttarayana）         | 未知       |          | [ 13 ] |
| 2004 | 《愚蠢》（Silli Lalli）         | 未知       |          | [ 46 ] |
| 2005 | 《南達·格庫拉》（Nanda Gokula）  | 未知       |          | [ 47 ] |
| 2006 | 《關於愛的缺失》（Preeti Illada Mele） | 未知       |          | [ 48 ] |
| 2007 | 《彩虹》（Male Billu）         | 阿瓊（Arjun）   |          | [ 13 ] |
| 2007 | 《濕婆》（Shiva）         | 阿迪亞（Aditya） |          | [ 49 ] |
| 2024 | 《憤怒的青年》（Angry Young Men）   | 他自己     | 紀錄劇集 | [ 50 ] |

### MV
| 年份 | 歌名         | 作曲家         | 附註 | 來源   |
| ---- | ------------ | -------------- | ---- | ------ |
| 2016 | 〈欽奈精神〉 | C·吉里南德（C. Girinandh） |      | [ 51 ] |

## 備註
1. ↑  此名字也能變體拼寫成「葉許瓦特」[7]。
2. ↑  亞許在片中一人分飾兩角。

## 外部連結
- 亞許在互联网电影资料库（IMDb）上的資料（英文）
- 亞許的Instagram帳戶